# PZL.23 Karaś
Die PZL.23 Karaś (deutsch Karausche) war ein polnischer leichter Bomber aus den späten 1930er-Jahren. Sie war der zahlenmäßig am stärksten vertretene Bomber der Luftstreitkräfte Polens beim deutschen Überfall auf Polen 1939 und war danach noch in Rumänien und Bulgarien im Einsatz.

## Geschichte und Konstruktion
Unter der Leitung des Konstrukteurs Stanisław Prauss begannen auf Anforderung des polnischen Generalstabs im Frühjahr 1931 die Arbeiten an der PZL.23 Karaś, einem leichten Bomber/Aufklärer, der die bis dahin geflogenen Breguet XIX und Potez XXV ersetzen sollte. Ein Jahr später bestellte das Luftfahrtministerium drei Prototypen, von denen der erste (die PZL.23/I) im Frühjahr 1934 fertiggestellt und am 1. April 1934 durch Jerzy Widawski in Warschau-Mokotów eingeflogen wurde. Der einmotorige, freitragende Tiefdecker mit starrem, verkleidetem Fahrgestell und Heckschleifsporn war vom leichten Verkehrsflugzeug PZL.13 abgeleitet worden. Im Frühjahr 1935 folgte der zweite Prototyp, der sich vom ersten vor allem durch strukturelle Veränderungen des Rumpfes unterschied. So entfernte Prauss den bisher im Rumpf befindlichen Bombenschacht und nutzte den frei werdenden Raum für eine umfangreich verglaste Beobachterkabine. Der Motor wurde um zehn Zentimeter nach unten versetzt und mit einer neuen Haube versehen. Der Pilotensitz wurde in die Flugzeugachse verlegt. Veränderungen gab es auch bei den Tragflächen, den Landescheinwerfern und der Verglasung der Bauchgondel. Das Testprogramm endete jedoch abrupt, als die Maschine am 27. Juli 1935 in Wilanów bei Warschau abstürzte, wobei die Besatzung starb. Die Fortsetzung der Flugversuche erfolgte im Sommer 1935 mit der PZL.23/III. Im Dezember 1935 bestellten die polnischen Militärfliegerkräfte 200 der nun als PZL.23A bezeichneten Maschinen. Ende 1935 begann im neuen PZL-Werk in Warschau-Okęcie die Fertigung der ersten 40 Flugzeuge (vermutliche W.Nr. 44.1–44.40), die 230.000 Złoty pro Stück kosteten. Probleme mit dem Pegaz II M2 verzögerten jedoch die Abgabe an die polnischen Fliegerkräfte. Die Leistungen der Version A waren jedoch enttäuschend, weshalb dieses Muster nur zur Schulung verwendet wurde.
1936 erschien die stärker motorisierte Version PZL.23B, die neben dem Bristol Pegasus VIII vor allem aerodynamische Modifikationen und ein leicht geändertes Cockpit aufwies. Dieses Muster zeigte insgesamt gute Leistungen, weshalb entschieden wurde, die verbleibenden 160 Maschinen des ursprünglichen Auftrages als PZL.23B auszuliefern. Ende 1936 hatte das PZL-Werk bereits 42 Flugzeuge der neuen Version ausgeliefert, denen ab Februar 1937 monatlich 20 bis 22 Stück folgten. Im Februar 1938 endete die Fertigung mit 40 ausgelieferten PZL.23A und 210 PZL.23B (50 Maschinen hatten die Luftstreitkräfte als Reserveflugzeuge nachbestellt).

## Einsatz
Bei Kriegsausbruch waren die 224 im Bestand der polnischen Luftwaffe befindlichen PZL.23 wie folgt auf fünf Bomber- bzw. sieben Aufklärungsstaffeln sowie Schulverbände verteilt: 50 PZL.23 bei Bomberstaffeln, 64 PZL.23 bei Aufklärungsstaffeln, 10 Maschinen dienten als Reserve, 45 Maschinen waren bei Schulverbänden und 55 Maschinen befanden sich in der Reparatur oder in der Grundüberholung. Die 114 Einsatzmaschinen leisteten den Hauptteil des Widerstandes der polnischen Luftwaffe, allerdings unter sehr hohen Verlusten.
Für Rumänien flogen 19 Exemplare, die von den ursprünglich 21 zum Ende des Überfalls auf Polen von ihren Piloten dorthin gebrachten Maschinen übrig geblieben waren. Vor dem Kriegsausbruch waren noch 48 Flugzeuge der verbesserten Version PZL.43 an Bulgarien geliefert worden, die mit dem 980-PS-Motor Gnome-Rhône 14N-01 (PZL.43A) ausgerüstet waren, wobei die ersten zwölf Maschinen noch mit dem Gnome-Rhône 14Kirs (PZL.43) geliefert wurden. Im Oktober 1940 kamen zwei weitere in Warschau erbeutete PZL.43 hinzu, so dass sich die Gesamtzahl der in Bulgarien eingesetzten PZL.43 auf 50 erhöhte.

## Einsatzländer
- Bulgarien
- Polen
- Rumänien

## Technische Daten

Dreiseitenriss der PZL P-23B

| Kenngröße             | Daten (PZL.23B)                                                    |
| --------------------- | ------------------------------------------------------------------ |
| Besatzung             | 3                                                                  |
| Länge                 | 9,68 m                                                             |
| Spannweite            | 13,95 m                                                            |
| Höhe                  | 3,30 m                                                             |
| Flügelfläche          | 26,80 m²                                                           |
| Flügelstreckung       | 7,3                                                                |
| Leermasse             | 1980 kg                                                            |
| Startmasse            | 3525 kg                                                            |
| Antrieb               | 1 × Bristol Pegasus VIII (in Lizenz gefertigt), 720 PS (530 kW)    |
| Höchstgeschwindigkeit | 274 km/h in Bodennähe 319 km/h in 3650 m Höhe                      |
| Steigzeit             | 2:25 min auf 1000 m Höhe 7:10 min auf 3000 m Höhe                  |
| Reichweite            | 1260 km                                                            |
| Dienstgipfelhöhe      | 7300 m                                                             |
| Bewaffnung            | 1 starres, 2 bewegliche 7,9-mm-MG PWU wz.37, 700 kg Bombenzuladung |